# Casa John Ballantine
La Casa John Ballantine es una casa museo histórica en 49 Washington Street en la sección Washington Park de Newark, condado de Essex, Nueva Jersey (Estados Unidos). Construido en 1884 con un diseño de George Edward Harney y poco alterado desde 1900, fue el hogar de Jeannette Boyd (1838–1919) y John Holme Ballantine (1834–1895), hijo de Peter Ballantine, fundador de la cervecería Ballantine. La casa fue designada Monumento Histórico Nacional por su arquitectura y por la integridad del registro documental que acompaña a su construcción y alteración. Ahora es propiedad y está administrado por el Museo de Newark, y está abierto al público para visitas guiadas.

## Descripción
La Casa John Ballantine se encuentra en el lado oeste de Washington Street en Newark, frente a Washington Park, cerca de su extremo sur. Es una estructura de mampostería de tres pisos, construida con ladrillo prensado Filadelfia de color salmón con molduras de piedra arenisca y un techo a cuatro aguas truncado. Tiene una fachada asimétrica de cinco tramos, con un tramo central saliente rematada por un hastial. Los tramos izquierdos tienen ventanas de guillotina debajo de dinteles compartidos, mientras que las ventanas del lado derecho del nivel superior se configuran de forma independiente. La crujía lateral derecha de la planta baja tiene un grupo de ventanas poligonales salientes. La entrada central está protegida por un pórtico de piedra con arcos de medio punto sostenidos por columnas de granito con capiteles corintios. Los interiores fueron proporcionados por la firma neoyorquina de D. S. Hess Company, "decoradores y fabricantes de muebles artísticos". El comedor estaba decorado con paneles en relieve parcialmente dorados que imitaban los tapices de cuero "españoles" que eran populares en Holanda e Inglaterra en el siglo XVI y principios del XVII.

## Historia
John Holme Ballantine se convirtió en presidente de Ballantine Brewery en 1883 después de la muerte de su padre. Ballantine murió en 1895 de cáncer de garganta.
El arquitecto que proporcionó los diseños para la casa fue George Edward Harney (1840–1924) de la ciudad de Nueva York. En el momento de su construcción, era una de las mejores de una serie de grandes casas frente al Parque Washington. En la actualidad es la única sobreviviente. La familia retuvo la propiedad de la casa hasta 1920 y fue adquirida por el Museo de Newark en 1937. El museo también adquirió un juego completo de facturas y registros para la construcción, decoración y reforma de la casa.

## Museo
En la temporada navideña, la casa se viste con acebo y otras verduras de invierno al estilo victoriano tradicional. Una breve historia de la casa, por su curador Ulysses Grant Dietz, The Ballantine House, fue publicada por el museo en 1994 para coincidir con la reapertura de la casa, que ha pertenecido al Museo de Newark desde 1937, después de dos años y una renivación que costó 4 millones de dólares. La Casa Ballantine fue declarada Monumento Histórico Nacional en 1985.